# Lygesis ornata
Lygesis ornata är en skalbaggsart som beskrevs av Blackburn 1892. Lygesis ornata ingår i släktet Lygesis och familjen långhorningar. Inga underarter finns listade i Catalogue of Life.